# Myelochroa upretii
Myelochroa upretii är en lavart som beskrevs av Divakar & Elix. Myelochroa upretii ingår i släktet Myelochroa och familjen Parmeliaceae.   Inga underarter finns listade i Catalogue of Life.